# CONCACAF Gold Cup 2019
De CONCACAF Gold Cup 2019 is de vijftiende editie van de CONCACAF Gold Cup, het voetbalkampioenschap van Noord- en Centraal-Amerika en de Caraïben. Het aantal landen dat meedoet is, in tegenstelling tot het vorige toernooi, zestien landen. De Concacaf Gold Cup 2019 wordt gesponsord door Allstate Insurance Company, Cerveza Modelo, Nike, Scotiabank en Toyota. Het toernooi zal worden gespeeld van 15 juni tot en met 7 juli 2019.

## Kwalificatie

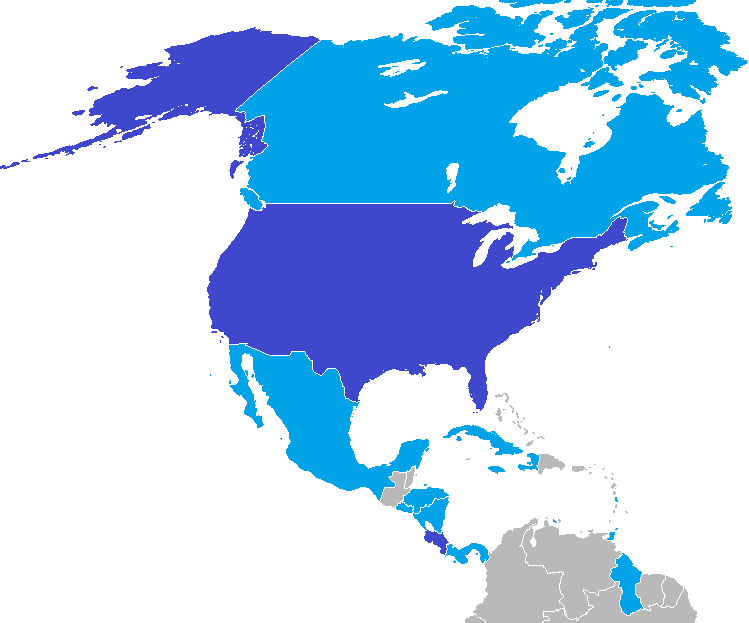
Gastlanden
Deelnemende landen

| Team               | Kwalificatie                                        | Aantal deelnames |
| ------------------ | --------------------------------------------------- | ---------------- |
| Mexico             | Vijfde ronde WK 2018 kwalificatie                   | 15e              |
| Costa Rica         | Vijfde ronde WK 2018 kwalificatie                   | 14e              |
| Panama             | Vijfde ronde WK 2018 kwalificatie                   | 9e               |
| Honduras           | Vijfde ronde WK 2018 kwalificatie                   | 14e              |
| Verenigde Staten   | Vijfde ronde WK 2018 kwalificatie                   | 15e              |
| Trinidad en Tobago | Vijfde ronde WK 2018 kwalificatie                   | 10e              |
| Curaçao            | Kwalificatie CONCACAF Nations League 2019–20 top-10 | 2e               |
| Guyana             | Kwalificatie CONCACAF Nations League 2019–20 top-10 | 1e               |
| Martinique         | Kwalificatie CONCACAF Nations League 2019–20 top-10 | 6e               |
| Jamaica            | Kwalificatie CONCACAF Nations League 2019–20 top-10 | 10e              |
| Bermuda            | Kwalificatie CONCACAF Nations League 2019–20 top-10 | 1e               |
| Cuba               | Kwalificatie CONCACAF Nations League 2019–20 top-10 | 9e               |
| El Salvador        | Kwalificatie CONCACAF Nations League 2019–20 top-10 | 11e              |
| Nicaragua          | Kwalificatie CONCACAF Nations League 2019–20 top-10 | 3e               |
| Haïti              | Kwalificatie CONCACAF Nations League 2019–20 top-10 | 7e               |
| Canada             | Kwalificatie CONCACAF Nations League 2019–20 top-10 | 14e              |

## Speelsteden
Besloten is dat er zowel wedstrijden in de Verenigde Staten gespeeld zouden worden, alsook wedstrijden in Centraal-Amerika en de Caribbean.

### Verenigde Staten
In de Verenigde Staten wordt er in 15 stadions gespeeld, dat werd bekendgemaakt op 18 mei 2018.
| Saint Paul Minnesota       | Harrison New Jersey | Glendale Arizona | Philadelphia Pennsylvania | Charlotte North Carolina            |
| -------------------------- | --- | --- | --- | ----------------------------------- |
| Allianz Field              | Red Bull Arena | University of Phoenix Stadium | Lincoln Financial Field | Bank of America Stadium             |
| Capaciteit: 19.400         | Capaciteit: 25.000 | Capaciteit: 63.400 | Capaciteit: 69.176 | Capaciteit: 75.525                  |
| Los Angeles Californië     | | | |                                     |
| Banc of California Stadium | | | |                                     |
| Capaciteit: 22.000         | | | |                                     |
|                            | | | |                                     |
| Frisco Texas               | · Saint Paul · (Allianz Field) Harrison · (Red Bull Arena) Philadelphia · (Lincoln Financial) Charlotte · (Bank of America Stadium) Glendale · (University of Phoenix Stadium) Denver · (Sports Authority Field) Frisco · (Toyota Stadium) Houston · (BBVA Compass & NRG Stadium) Los Angeles · (Banc of California) Pasadena · (Rose Bowl) Santa Clara · (Levi's Stadium) Kansas City · (Children's Mercy Park) Chicago · (Soldier Field) Nashville · (Nissan Stadium) Cleveland · (FirstEnergy Stadium) | · Saint Paul · (Allianz Field) Harrison · (Red Bull Arena) Philadelphia · (Lincoln Financial) Charlotte · (Bank of America Stadium) Glendale · (University of Phoenix Stadium) Denver · (Sports Authority Field) Frisco · (Toyota Stadium) Houston · (BBVA Compass & NRG Stadium) Los Angeles · (Banc of California) Pasadena · (Rose Bowl) Santa Clara · (Levi's Stadium) Kansas City · (Children's Mercy Park) Chicago · (Soldier Field) Nashville · (Nissan Stadium) Cleveland · (FirstEnergy Stadium) | · Saint Paul · (Allianz Field) Harrison · (Red Bull Arena) Philadelphia · (Lincoln Financial) Charlotte · (Bank of America Stadium) Glendale · (University of Phoenix Stadium) Denver · (Sports Authority Field) Frisco · (Toyota Stadium) Houston · (BBVA Compass & NRG Stadium) Los Angeles · (Banc of California) Pasadena · (Rose Bowl) Santa Clara · (Levi's Stadium) Kansas City · (Children's Mercy Park) Chicago · (Soldier Field) Nashville · (Nissan Stadium) Cleveland · (FirstEnergy Stadium) | Cleveland Ohio                      |
| Toyota Stadium             | · Saint Paul · (Allianz Field) Harrison · (Red Bull Arena) Philadelphia · (Lincoln Financial) Charlotte · (Bank of America Stadium) Glendale · (University of Phoenix Stadium) Denver · (Sports Authority Field) Frisco · (Toyota Stadium) Houston · (BBVA Compass & NRG Stadium) Los Angeles · (Banc of California) Pasadena · (Rose Bowl) Santa Clara · (Levi's Stadium) Kansas City · (Children's Mercy Park) Chicago · (Soldier Field) Nashville · (Nissan Stadium) Cleveland · (FirstEnergy Stadium) | · Saint Paul · (Allianz Field) Harrison · (Red Bull Arena) Philadelphia · (Lincoln Financial) Charlotte · (Bank of America Stadium) Glendale · (University of Phoenix Stadium) Denver · (Sports Authority Field) Frisco · (Toyota Stadium) Houston · (BBVA Compass & NRG Stadium) Los Angeles · (Banc of California) Pasadena · (Rose Bowl) Santa Clara · (Levi's Stadium) Kansas City · (Children's Mercy Park) Chicago · (Soldier Field) Nashville · (Nissan Stadium) Cleveland · (FirstEnergy Stadium) | · Saint Paul · (Allianz Field) Harrison · (Red Bull Arena) Philadelphia · (Lincoln Financial) Charlotte · (Bank of America Stadium) Glendale · (University of Phoenix Stadium) Denver · (Sports Authority Field) Frisco · (Toyota Stadium) Houston · (BBVA Compass & NRG Stadium) Los Angeles · (Banc of California) Pasadena · (Rose Bowl) Santa Clara · (Levi's Stadium) Kansas City · (Children's Mercy Park) Chicago · (Soldier Field) Nashville · (Nissan Stadium) Cleveland · (FirstEnergy Stadium) | FirstEnergy Stadium                 |
| Capaciteit: 20.500         | · Saint Paul · (Allianz Field) Harrison · (Red Bull Arena) Philadelphia · (Lincoln Financial) Charlotte · (Bank of America Stadium) Glendale · (University of Phoenix Stadium) Denver · (Sports Authority Field) Frisco · (Toyota Stadium) Houston · (BBVA Compass & NRG Stadium) Los Angeles · (Banc of California) Pasadena · (Rose Bowl) Santa Clara · (Levi's Stadium) Kansas City · (Children's Mercy Park) Chicago · (Soldier Field) Nashville · (Nissan Stadium) Cleveland · (FirstEnergy Stadium) | · Saint Paul · (Allianz Field) Harrison · (Red Bull Arena) Philadelphia · (Lincoln Financial) Charlotte · (Bank of America Stadium) Glendale · (University of Phoenix Stadium) Denver · (Sports Authority Field) Frisco · (Toyota Stadium) Houston · (BBVA Compass & NRG Stadium) Los Angeles · (Banc of California) Pasadena · (Rose Bowl) Santa Clara · (Levi's Stadium) Kansas City · (Children's Mercy Park) Chicago · (Soldier Field) Nashville · (Nissan Stadium) Cleveland · (FirstEnergy Stadium) | · Saint Paul · (Allianz Field) Harrison · (Red Bull Arena) Philadelphia · (Lincoln Financial) Charlotte · (Bank of America Stadium) Glendale · (University of Phoenix Stadium) Denver · (Sports Authority Field) Frisco · (Toyota Stadium) Houston · (BBVA Compass & NRG Stadium) Los Angeles · (Banc of California) Pasadena · (Rose Bowl) Santa Clara · (Levi's Stadium) Kansas City · (Children's Mercy Park) Chicago · (Soldier Field) Nashville · (Nissan Stadium) Cleveland · (FirstEnergy Stadium) | Capaciteit: 67.895                  |
|                            | · Saint Paul · (Allianz Field) Harrison · (Red Bull Arena) Philadelphia · (Lincoln Financial) Charlotte · (Bank of America Stadium) Glendale · (University of Phoenix Stadium) Denver · (Sports Authority Field) Frisco · (Toyota Stadium) Houston · (BBVA Compass & NRG Stadium) Los Angeles · (Banc of California) Pasadena · (Rose Bowl) Santa Clara · (Levi's Stadium) Kansas City · (Children's Mercy Park) Chicago · (Soldier Field) Nashville · (Nissan Stadium) Cleveland · (FirstEnergy Stadium) | · Saint Paul · (Allianz Field) Harrison · (Red Bull Arena) Philadelphia · (Lincoln Financial) Charlotte · (Bank of America Stadium) Glendale · (University of Phoenix Stadium) Denver · (Sports Authority Field) Frisco · (Toyota Stadium) Houston · (BBVA Compass & NRG Stadium) Los Angeles · (Banc of California) Pasadena · (Rose Bowl) Santa Clara · (Levi's Stadium) Kansas City · (Children's Mercy Park) Chicago · (Soldier Field) Nashville · (Nissan Stadium) Cleveland · (FirstEnergy Stadium) | · Saint Paul · (Allianz Field) Harrison · (Red Bull Arena) Philadelphia · (Lincoln Financial) Charlotte · (Bank of America Stadium) Glendale · (University of Phoenix Stadium) Denver · (Sports Authority Field) Frisco · (Toyota Stadium) Houston · (BBVA Compass & NRG Stadium) Los Angeles · (Banc of California) Pasadena · (Rose Bowl) Santa Clara · (Levi's Stadium) Kansas City · (Children's Mercy Park) Chicago · (Soldier Field) Nashville · (Nissan Stadium) Cleveland · (FirstEnergy Stadium) |                                     |
|                            | · Saint Paul · (Allianz Field) Harrison · (Red Bull Arena) Philadelphia · (Lincoln Financial) Charlotte · (Bank of America Stadium) Glendale · (University of Phoenix Stadium) Denver · (Sports Authority Field) Frisco · (Toyota Stadium) Houston · (BBVA Compass & NRG Stadium) Los Angeles · (Banc of California) Pasadena · (Rose Bowl) Santa Clara · (Levi's Stadium) Kansas City · (Children's Mercy Park) Chicago · (Soldier Field) Nashville · (Nissan Stadium) Cleveland · (FirstEnergy Stadium) | · Saint Paul · (Allianz Field) Harrison · (Red Bull Arena) Philadelphia · (Lincoln Financial) Charlotte · (Bank of America Stadium) Glendale · (University of Phoenix Stadium) Denver · (Sports Authority Field) Frisco · (Toyota Stadium) Houston · (BBVA Compass & NRG Stadium) Los Angeles · (Banc of California) Pasadena · (Rose Bowl) Santa Clara · (Levi's Stadium) Kansas City · (Children's Mercy Park) Chicago · (Soldier Field) Nashville · (Nissan Stadium) Cleveland · (FirstEnergy Stadium) | · Saint Paul · (Allianz Field) Harrison · (Red Bull Arena) Philadelphia · (Lincoln Financial) Charlotte · (Bank of America Stadium) Glendale · (University of Phoenix Stadium) Denver · (Sports Authority Field) Frisco · (Toyota Stadium) Houston · (BBVA Compass & NRG Stadium) Los Angeles · (Banc of California) Pasadena · (Rose Bowl) Santa Clara · (Levi's Stadium) Kansas City · (Children's Mercy Park) Chicago · (Soldier Field) Nashville · (Nissan Stadium) Cleveland · (FirstEnergy Stadium) |                                     |
| Kansas City Kansas         | · Saint Paul · (Allianz Field) Harrison · (Red Bull Arena) Philadelphia · (Lincoln Financial) Charlotte · (Bank of America Stadium) Glendale · (University of Phoenix Stadium) Denver · (Sports Authority Field) Frisco · (Toyota Stadium) Houston · (BBVA Compass & NRG Stadium) Los Angeles · (Banc of California) Pasadena · (Rose Bowl) Santa Clara · (Levi's Stadium) Kansas City · (Children's Mercy Park) Chicago · (Soldier Field) Nashville · (Nissan Stadium) Cleveland · (FirstEnergy Stadium) | · Saint Paul · (Allianz Field) Harrison · (Red Bull Arena) Philadelphia · (Lincoln Financial) Charlotte · (Bank of America Stadium) Glendale · (University of Phoenix Stadium) Denver · (Sports Authority Field) Frisco · (Toyota Stadium) Houston · (BBVA Compass & NRG Stadium) Los Angeles · (Banc of California) Pasadena · (Rose Bowl) Santa Clara · (Levi's Stadium) Kansas City · (Children's Mercy Park) Chicago · (Soldier Field) Nashville · (Nissan Stadium) Cleveland · (FirstEnergy Stadium) | · Saint Paul · (Allianz Field) Harrison · (Red Bull Arena) Philadelphia · (Lincoln Financial) Charlotte · (Bank of America Stadium) Glendale · (University of Phoenix Stadium) Denver · (Sports Authority Field) Frisco · (Toyota Stadium) Houston · (BBVA Compass & NRG Stadium) Los Angeles · (Banc of California) Pasadena · (Rose Bowl) Santa Clara · (Levi's Stadium) Kansas City · (Children's Mercy Park) Chicago · (Soldier Field) Nashville · (Nissan Stadium) Cleveland · (FirstEnergy Stadium) | Denver Colorado                     |
| Children's Mercy Park      | · Saint Paul · (Allianz Field) Harrison · (Red Bull Arena) Philadelphia · (Lincoln Financial) Charlotte · (Bank of America Stadium) Glendale · (University of Phoenix Stadium) Denver · (Sports Authority Field) Frisco · (Toyota Stadium) Houston · (BBVA Compass & NRG Stadium) Los Angeles · (Banc of California) Pasadena · (Rose Bowl) Santa Clara · (Levi's Stadium) Kansas City · (Children's Mercy Park) Chicago · (Soldier Field) Nashville · (Nissan Stadium) Cleveland · (FirstEnergy Stadium) | · Saint Paul · (Allianz Field) Harrison · (Red Bull Arena) Philadelphia · (Lincoln Financial) Charlotte · (Bank of America Stadium) Glendale · (University of Phoenix Stadium) Denver · (Sports Authority Field) Frisco · (Toyota Stadium) Houston · (BBVA Compass & NRG Stadium) Los Angeles · (Banc of California) Pasadena · (Rose Bowl) Santa Clara · (Levi's Stadium) Kansas City · (Children's Mercy Park) Chicago · (Soldier Field) Nashville · (Nissan Stadium) Cleveland · (FirstEnergy Stadium) | · Saint Paul · (Allianz Field) Harrison · (Red Bull Arena) Philadelphia · (Lincoln Financial) Charlotte · (Bank of America Stadium) Glendale · (University of Phoenix Stadium) Denver · (Sports Authority Field) Frisco · (Toyota Stadium) Houston · (BBVA Compass & NRG Stadium) Los Angeles · (Banc of California) Pasadena · (Rose Bowl) Santa Clara · (Levi's Stadium) Kansas City · (Children's Mercy Park) Chicago · (Soldier Field) Nashville · (Nissan Stadium) Cleveland · (FirstEnergy Stadium) | Sports Authority Field at Mile High |
| Capaciteit: 18.467         | · Saint Paul · (Allianz Field) Harrison · (Red Bull Arena) Philadelphia · (Lincoln Financial) Charlotte · (Bank of America Stadium) Glendale · (University of Phoenix Stadium) Denver · (Sports Authority Field) Frisco · (Toyota Stadium) Houston · (BBVA Compass & NRG Stadium) Los Angeles · (Banc of California) Pasadena · (Rose Bowl) Santa Clara · (Levi's Stadium) Kansas City · (Children's Mercy Park) Chicago · (Soldier Field) Nashville · (Nissan Stadium) Cleveland · (FirstEnergy Stadium) | · Saint Paul · (Allianz Field) Harrison · (Red Bull Arena) Philadelphia · (Lincoln Financial) Charlotte · (Bank of America Stadium) Glendale · (University of Phoenix Stadium) Denver · (Sports Authority Field) Frisco · (Toyota Stadium) Houston · (BBVA Compass & NRG Stadium) Los Angeles · (Banc of California) Pasadena · (Rose Bowl) Santa Clara · (Levi's Stadium) Kansas City · (Children's Mercy Park) Chicago · (Soldier Field) Nashville · (Nissan Stadium) Cleveland · (FirstEnergy Stadium) | · Saint Paul · (Allianz Field) Harrison · (Red Bull Arena) Philadelphia · (Lincoln Financial) Charlotte · (Bank of America Stadium) Glendale · (University of Phoenix Stadium) Denver · (Sports Authority Field) Frisco · (Toyota Stadium) Houston · (BBVA Compass & NRG Stadium) Los Angeles · (Banc of California) Pasadena · (Rose Bowl) Santa Clara · (Levi's Stadium) Kansas City · (Children's Mercy Park) Chicago · (Soldier Field) Nashville · (Nissan Stadium) Cleveland · (FirstEnergy Stadium) | Capaciteit: 76.125                  |
|                            | · Saint Paul · (Allianz Field) Harrison · (Red Bull Arena) Philadelphia · (Lincoln Financial) Charlotte · (Bank of America Stadium) Glendale · (University of Phoenix Stadium) Denver · (Sports Authority Field) Frisco · (Toyota Stadium) Houston · (BBVA Compass & NRG Stadium) Los Angeles · (Banc of California) Pasadena · (Rose Bowl) Santa Clara · (Levi's Stadium) Kansas City · (Children's Mercy Park) Chicago · (Soldier Field) Nashville · (Nissan Stadium) Cleveland · (FirstEnergy Stadium) | · Saint Paul · (Allianz Field) Harrison · (Red Bull Arena) Philadelphia · (Lincoln Financial) Charlotte · (Bank of America Stadium) Glendale · (University of Phoenix Stadium) Denver · (Sports Authority Field) Frisco · (Toyota Stadium) Houston · (BBVA Compass & NRG Stadium) Los Angeles · (Banc of California) Pasadena · (Rose Bowl) Santa Clara · (Levi's Stadium) Kansas City · (Children's Mercy Park) Chicago · (Soldier Field) Nashville · (Nissan Stadium) Cleveland · (FirstEnergy Stadium) | · Saint Paul · (Allianz Field) Harrison · (Red Bull Arena) Philadelphia · (Lincoln Financial) Charlotte · (Bank of America Stadium) Glendale · (University of Phoenix Stadium) Denver · (Sports Authority Field) Frisco · (Toyota Stadium) Houston · (BBVA Compass & NRG Stadium) Los Angeles · (Banc of California) Pasadena · (Rose Bowl) Santa Clara · (Levi's Stadium) Kansas City · (Children's Mercy Park) Chicago · (Soldier Field) Nashville · (Nissan Stadium) Cleveland · (FirstEnergy Stadium) |                                     |
|                            | · Saint Paul · (Allianz Field) Harrison · (Red Bull Arena) Philadelphia · (Lincoln Financial) Charlotte · (Bank of America Stadium) Glendale · (University of Phoenix Stadium) Denver · (Sports Authority Field) Frisco · (Toyota Stadium) Houston · (BBVA Compass & NRG Stadium) Los Angeles · (Banc of California) Pasadena · (Rose Bowl) Santa Clara · (Levi's Stadium) Kansas City · (Children's Mercy Park) Chicago · (Soldier Field) Nashville · (Nissan Stadium) Cleveland · (FirstEnergy Stadium) | · Saint Paul · (Allianz Field) Harrison · (Red Bull Arena) Philadelphia · (Lincoln Financial) Charlotte · (Bank of America Stadium) Glendale · (University of Phoenix Stadium) Denver · (Sports Authority Field) Frisco · (Toyota Stadium) Houston · (BBVA Compass & NRG Stadium) Los Angeles · (Banc of California) Pasadena · (Rose Bowl) Santa Clara · (Levi's Stadium) Kansas City · (Children's Mercy Park) Chicago · (Soldier Field) Nashville · (Nissan Stadium) Cleveland · (FirstEnergy Stadium) | · Saint Paul · (Allianz Field) Harrison · (Red Bull Arena) Philadelphia · (Lincoln Financial) Charlotte · (Bank of America Stadium) Glendale · (University of Phoenix Stadium) Denver · (Sports Authority Field) Frisco · (Toyota Stadium) Houston · (BBVA Compass & NRG Stadium) Los Angeles · (Banc of California) Pasadena · (Rose Bowl) Santa Clara · (Levi's Stadium) Kansas City · (Children's Mercy Park) Chicago · (Soldier Field) Nashville · (Nissan Stadium) Cleveland · (FirstEnergy Stadium) |                                     |
| Nashville Tennessee        | Houston Texas | Houston Texas | Pasadena Californië | Chicago Illinois                    |
| Nissan Stadium             | NRG Stadium | BBVA Compass Stadium | Rose Bowl | Soldier Field                       |
| Capaciteit: 69.143         | Capaciteit: 71.795 | Capaciteit: 22.039 | Capaciteit: 90.888 | Capaciteit: 61.500                  |
|                            | | | |                                     |

### Costa Rica en Jamaica
Op 26 november 2018 kondigde de CONCACAF aan dat twee wedstrijden in poule B in Costa Rica gespeeld worden (dat land is ook ingedeeld in die poule). De wedstrijden vinden allebei plaats op 16 juni 2019 en zullen plaatsvinden in het Nationale stadion van Costa Rica in San José. Nadat de kwalificatie was afgerond werd Jamaica als derde gastland aangewezen. Er zullen 2 wedstrijden in poule C gespeeld worden, Jamaica komt dan ook in die poule terecht.
| · San José · (Estadio Nacional) | San José                       | · Kingston · (Independence Park) | Kingston           |
| · San José · (Estadio Nacional) | Estadio Nacional de Costa Rica | · Kingston · (Independence Park) | Independence Park  |
| · San José · (Estadio Nacional) | Capaciteit: 35.175             | · Kingston · (Independence Park) | Capaciteit: 35.000 |
| · San José · (Estadio Nacional) |                                | · Kingston · (Independence Park) |                    |

## Scheidsrechters
Op 15 mei 2019 werden de scheidsrechters voor dit toernooi bekendgemaakt.

## Groepsfase
Op 9 oktober 2018 maakte de CONCACAF bekend wanneer er in welk stadion gespeeld gaat worden. Voor de vier hoogstgeplaatste landen van de CONCACAF (de landen die 'beschermd' zijn en niet tegen elkaar kunnen loten) wordt direct bekend wanneer en waar zij zullen spelen. De vier groepshoofden zijn Mexico, Honduras, Costa Rica en de Verenigde Staten.

### Groep A
| Pos | Land       | Wed | Win | Gel | Ver | DV | DT | +/− | Pnt |
| --- | ---------- | --- | --- | --- | --- | -- | -- | --- | --- |
| 1   | Mexico     | 3   | 3   | 0   | 0   | 13 | 3  | +10 | 9   |
| 2   | Canada     | 3   | 2   | 0   | 1   | 12 | 3  | +9  | 6   |
| 3   | Martinique | 3   | 1   | 0   | 2   | 5  | 7  | –2  | 3   |
| 4   | Cuba       | 3   | 0   | 0   | 3   | 0  | 17 | –17 | 0   |

|                            |                                        |       |            |                                                                              |
| 15 juni 2019 16:30 (UTC−7) | Canada                                 | 4 – 0 | Martinique | Rose Bowl, Pasadena Toeschouwers: 65.527 Scheidsrechter: Said Martínez (HON) |
| 15 juni 2019 16:30 (UTC−7) | David 33', 53' Hoilett 63' Arfield 67' |       |            | Rose Bowl, Pasadena Toeschouwers: 65.527 Scheidsrechter: Said Martínez (HON) |

|                            |                                                         |       |      |                                                                           |
| 15 juni 2019 19:00 (UTC−7) | Mexico                                                  | 7 – 0 | Cuba | Rose Bowl, Pasadena Toeschouwers: 65.527 Scheidsrechter: John Pitti (PAN) |
| 15 juni 2019 19:00 (UTC−7) | Antuna 2', 44', 80' Jiménez 31', 64' Reyes 38' Vega 74' |       |      | Rose Bowl, Pasadena Toeschouwers: 65.527 Scheidsrechter: John Pitti (PAN) |

|                            |          |       |                                    | |
| 19 juni 2019 18:00 (UTC−6) | Cuba     | 0 – 3 | Martinique                         | Sports Authority Field at Mile High, Denver Toeschouwers: 52.874 Scheidsrechter: Abdulrahman Al-Jassim (QAT) |
| 19 juni 2019 18:00 (UTC−6) | Rizo 80' |       | 45' Marveaux 70' Abaul 84' Fortuné | Sports Authority Field at Mile High, Denver Toeschouwers: 52.874 Scheidsrechter: Abdulrahman Al-Jassim (QAT) |

|                            |                                |       |               | |
| 19 juni 2019 20:30 (UTC−6) | Mexico                         | 3 – 1 | Canada        | Sports Authority Field at Mile High, Denver Toeschouwers: 52.874 Scheidsrechter: Henry Bejarano (CRC) |
| 19 juni 2019 20:30 (UTC−6) | Alvarado 40' Guardado 54', 77' |       | 75' Cavallini | Sports Authority Field at Mile High, Denver Toeschouwers: 52.874 Scheidsrechter: Henry Bejarano (CRC) |

|                            |                                                          |       |      |                                                                                                  |
| 23 juni 2019 18:00 (UTC−4) | Canada                                                   | 7 – 0 | Cuba | Bank of America Stadium, Charlotte Toeschouwers: 59.283 Scheidsrechter: Armando Villarreal (USA) |
| 23 juni 2019 18:00 (UTC−4) | David 3', 71', 77' Cavallini 21', 43', 45+1' Hoilett 50' |       |      | Bank of America Stadium, Charlotte Toeschouwers: 59.283 Scheidsrechter: Armando Villarreal (USA) |

|                            |                         |       |                                    |                                                                                           |
| 23 juni 2019 20:30 (UTC−4) | Martinique              | 2 – 3 | Mexico                             | Bank of America Stadium, Charlotte Toeschouwers: 59.283 Scheidsrechter: Iván Barton (SLV) |
| 23 juni 2019 20:30 (UTC−4) | Parsemain 56' Delem 84' |       | 29' Antuna 61' Jiménez 72' Navarro | Bank of America Stadium, Charlotte Toeschouwers: 59.283 Scheidsrechter: Iván Barton (SLV) |

### Groep B
| Pos | Land       | Wed | Win | Gel | Ver | DV | DT | +/− | Pnt |
| --- | ---------- | --- | --- | --- | --- | -- | -- | --- | --- |
| 1   | Haïti      | 3   | 3   | 0   | 0   | 6  | 2  | +4  | 9   |
| 2   | Costa Rica | 3   | 2   | 0   | 1   | 7  | 3  | +4  | 6   |
| 3   | Bermuda    | 3   | 1   | 0   | 2   | 4  | 4  | 0   | 3   |
| 4   | Nicaragua  | 3   | 0   | 0   | 3   | 0  | 8  | –8  | 0   |

|                            |                  |       |                | |
| 16 juni 2019 16:00 (UTC−6) | Haïti            | 2 – 1 | Bermuda        | Estadio Nacional de Costa Rica, San José Toeschouwers: 19.140 Scheidsrechter: Daneon Parchment (JAM) |
| 16 juni 2019 16:00 (UTC−6) | Pierrot 54', 66' |       | 45+2' Leverock | Estadio Nacional de Costa Rica, San José Toeschouwers: 19.140 Scheidsrechter: Daneon Parchment (JAM) |

|                            |                                             |       |           |                                                                                                 |
| 16 juni 2019 18:30 (UTC−6) | Costa Rica                                  | 4 – 0 | Nicaragua | Estadio Nacional de Costa Rica, San José Toeschouwers: 19.140 Scheidsrechter: Marco Ortiz (MEX) |
| 16 juni 2019 18:30 (UTC−6) | Oviedo 7' Borges 19' Aguilar 45+1' Cruz 75' |       |           | Estadio Nacional de Costa Rica, San José Toeschouwers: 19.140 Scheidsrechter: Marco Ortiz (MEX) |

|                            |           |                           |       |                                                                                |
| 20 juni 2019 18:00 (UTC−5) | Nicaragua | 0 – 2                     | Haïti | Toyota Stadium, Frisco Toeschouwers: 7.000 Scheidsrechter: Mario Escobar (GUA) |
| 20 juni 2019 18:00 (UTC−5) |           | 22' Saba 33' (e.d.) Rosas |       | Toyota Stadium, Frisco Toeschouwers: 7.000 Scheidsrechter: Mario Escobar (GUA) |

|                            |                        |       |                  |                                                                                 |
| 20 juni 2019 20:30 (UTC−5) | Costa Rica             | 2 – 1 | Bermuda          | Toyota Stadium, Frisco Toeschouwers: 7.000 Scheidsrechter: Yadel Martínez (CUB) |
| 20 juni 2019 20:30 (UTC−5) | George 30' Aguilar 54' |       | 59' (pen.) Wells | Toyota Stadium, Frisco Toeschouwers: 7.000 Scheidsrechter: Yadel Martínez (CUB) |

|                            |                       |       |           |                                                                                     |
| 24 juni 2019 18:30 (UTC−4) | Bermuda               | 2 – 0 | Nicaragua | Red Bull Arena, Harrison Toeschouwers: 20.044 Scheidsrechter: Adonai Escobedo (MEX) |
| 24 juni 2019 18:30 (UTC−4) | Simmons 60' Wells 71' |       |           | Red Bull Arena, Harrison Toeschouwers: 20.044 Scheidsrechter: Adonai Escobedo (MEX) |

|                            |                             |       |                   |                                                                                   |
| 24 juni 2019 21:00 (UTC−4) | Haïti                       | 2 – 1 | Costa Rica        | Red Bull Arena, Harrison Toeschouwers: 20.044 Scheidsrechter: Ismail Elfath (USA) |
| 24 juni 2019 21:00 (UTC−4) | Nazon 57' (pen.) Alexis 81' |       | 13' (e.d.) Alexis | Red Bull Arena, Harrison Toeschouwers: 20.044 Scheidsrechter: Ismail Elfath (USA) |

### Groep C
| Pos | Land        | Wed | Win | Gel | Ver | DV | DT | +/− | Pnt |
| --- | ----------- | --- | --- | --- | --- | -- | -- | --- | --- |
| 1   | Jamaica     | 3   | 1   | 2   | 0   | 5  | 4  | +1  | 5   |
| 2   | Curaçao     | 3   | 1   | 1   | 1   | 2  | 2  | 0   | 4   |
| 3   | El Salvador | 3   | 1   | 1   | 1   | 1  | 4  | –3  | 4   |
| 4   | Honduras    | 3   | 1   | 0   | 2   | 6  | 4  | +2  | 3   |

|                            |         |               |             |                                                                                                 |
| 17 juni 2019 18:00 (UTC−5) | Curaçao | 0 – 1         | El Salvador | Independence Park, Kingston Toeschouwers: 17.874 Scheidsrechter: Walter López Castellanos (GUA) |
| 17 juni 2019 18:00 (UTC−5) |         | 45+2' Bonilla |             | Independence Park, Kingston Toeschouwers: 17.874 Scheidsrechter: Walter López Castellanos (GUA) |

|                            |                          |       |                           |                                                                                     |
| 17 juni 2019 20:30 (UTC−5) | Jamaica                  | 3 – 2 | Honduras                  | Independence Park, Kingston Toeschouwers: 17.874 Scheidsrechter: Jair Marrufo (USA) |
| 17 juni 2019 20:30 (UTC−5) | Orgill 15', 41' Lowe 56' |       | 54' Lozano 90+2' Castillo | Independence Park, Kingston Toeschouwers: 17.874 Scheidsrechter: Jair Marrufo (USA) |

|                            |             |       |         |                                                                                     |
| 21 juni 2019 18:00 (UTC−5) | El Salvador | 0 – 0 | Jamaica | BBVA Compass Stadium, Houston Toeschouwers: 22.395 Scheidsrechter: John Pitti (PAN) |
| 21 juni 2019 18:00 (UTC−5) |             |       |         | BBVA Compass Stadium, Houston Toeschouwers: 22.395 Scheidsrechter: John Pitti (PAN) |

|                            |          |            |         |                                                                                                |
| 21 juni 2019 20:30 (UTC−5) | Honduras | 0 – 1      | Curaçao | BBVA Compass Stadium, Houston Toeschouwers: 22.395 Scheidsrechter: Juan Gabriel Calderón (CRC) |
| 21 juni 2019 20:30 (UTC−5) |          | 40' Bacuna |         | BBVA Compass Stadium, Houston Toeschouwers: 22.395 Scheidsrechter: Juan Gabriel Calderón (CRC) |

|                            |               |       |             |                                                                                                |
| 25 juni 2019 17:00 (UTC−7) | Jamaica       | 1 – 1 | Curaçao     | Banc of California Stadium, Los Angeles Toeschouwers: 22.503 Scheidsrechter: Marco Ortíz (MEX) |
| 25 juni 2019 17:00 (UTC−7) | Nicholson 14' |       | 90+3' Gaari | Banc of California Stadium, Los Angeles Toeschouwers: 22.503 Scheidsrechter: Marco Ortíz (MEX) |

|                            |                                                   |       |             | |
| 25 juni 2019 19:30 (UTC−7) | Honduras                                          | 4 – 0 | El Salvador | Banc of California Stadium, Los Angeles Toeschouwers: 22.503 Scheidsrechter: Fernando Guerrero (MEX) |
| 25 juni 2019 19:30 (UTC−7) | Álvarez 59' Castillo 65' Acosta 75' Izaguirre 90' |       |             | Banc of California Stadium, Los Angeles Toeschouwers: 22.503 Scheidsrechter: Fernando Guerrero (MEX) |

### Groep D
| Pos | Land               | Wed | Win | Gel | Ver | DV | DT | +/− | Pnt |
| --- | ------------------ | --- | --- | --- | --- | -- | -- | --- | --- |
| 1   | Verenigde Staten   | 3   | 3   | 0   | 0   | 11 | 0  | +11 | 9   |
| 2   | Panama             | 3   | 2   | 0   | 1   | 6  | 3  | +3  | 6   |
| 3   | Guyana             | 3   | 0   | 1   | 2   | 3  | 9  | –6  | 1   |
| 4   | Trinidad en Tobago | 3   | 0   | 1   | 2   | 1  | 9  | –8  | 1   |

|                            |                         |       |                    |                                                                                      |
| 18 juni 2019 18:30 (UTC−5) | Panama                  | 2 – 0 | Trinidad en Tobago | Allianz Field, Saint Paul Toeschouwers: 19.418 Scheidsrechter: Adonai Escobedo (MEX) |
| 18 juni 2019 18:30 (UTC−5) | Cooper 53' Bárcenas 68' |       |                    | Allianz Field, Saint Paul Toeschouwers: 19.418 Scheidsrechter: Adonai Escobedo (MEX) |

|                            |                                      |       |        |                                                                                  |
| 18 juni 2019 21:00 (UTC−5) | Verenigde Staten                     | 4 – 0 | Guyana | Allianz Field, Saint Paul Toeschouwers: 19.418 Scheidsrechter: Iván Barton (SLV) |
| 18 juni 2019 21:00 (UTC−5) | Arriola 28' Boyd 51', 81' Zardes 55' |       |        | Allianz Field, Saint Paul Toeschouwers: 19.418 Scheidsrechter: Iván Barton (SLV) |

|                            |                                |       |                                                                |                                                                                            |
| 22 juni 2019 17:30 (UTC−4) | Guyana                         | 2 – 4 | Panama                                                         | FirstEnergy Stadium, Cleveland Toeschouwers: 23.921 Scheidsrechter: Daneon Parchment (JAM) |
| 22 juni 2019 17:30 (UTC−4) | Danns 33' (pen.), 90+3' (pen.) |       | 16' Arroyo 40' (e.d.) Vancooten 51' (pen.) Davis 86' G. Torres | FirstEnergy Stadium, Cleveland Toeschouwers: 23.921 Scheidsrechter: Daneon Parchment (JAM) |

|                            |                                                       |       |                    |                                                                                         |
| 22 juni 2019 20:00 (UTC−4) | Verenigde Staten                                      | 6 – 0 | Trinidad en Tobago | FirstEnergy Stadium, Cleveland Toeschouwers: 23.921 Scheidsrechter: Said Martínez (HON) |
| 22 juni 2019 20:00 (UTC−4) | Long 41', 90' Zardes 66', 69' Pulisic 73' Arriola 78' |       |                    | FirstEnergy Stadium, Cleveland Toeschouwers: 23.921 Scheidsrechter: Said Martínez (HON) |

|                            |                    |       |           | |
| 26 juni 2019 17:30 (UTC−5) | Trinidad en Tobago | 1 – 1 | Guyana    | Children's Mercy Park, Kansas City Toeschouwers: 17.037 Scheidsrechter: Juan Gabriel Calderón (CRC) |
| 26 juni 2019 17:30 (UTC−5) | Molino 80'         |       | 54' Danns | Children's Mercy Park, Kansas City Toeschouwers: 17.037 Scheidsrechter: Juan Gabriel Calderón (CRC) |

|                            |        |              |                  | |
| 26 juni 2019 20:00 (UTC−5) | Panama | 0 – 1        | Verenigde Staten | Children's Mercy Park, Kansas City Toeschouwers: 17.037 Scheidsrechter: Abdulrahman Al-Jassim (QAT) |
| 26 juni 2019 20:00 (UTC−5) |        | 66' Altidore |                  | Children's Mercy Park, Kansas City Toeschouwers: 17.037 Scheidsrechter: Abdulrahman Al-Jassim (QAT) |

## Knock-outfase
|  | kwartfinale            | kwartfinale        |                   |       | halve finale | halve finale |  |  | finale | finale |
|  |                        |                    |                   |       |              |              |  |  |        |        |
|  |                        |                    |                   |       |              |              |  |  |        |        |
|  | 29 juni – Houston      |                    |                   |       |              |              |  |  |        |        |
|  |                        |                    |                   |       |              |              |  |  |        |        |
|  | Haïti                  | 3                  |                   |       |              |              |  |  |        |        |
|  | Haïti                  | 3                  | 2 juli – Glendale |       |              |              |  |  |        |        |
|  | Canada                 | 2                  |                   |       |              |              |  |  |        |        |
|  | Canada                 | 2                  | Haïti             | 0     |              |              |  |  |        |        |
|  | 29 juni – Houston      |                    | Haïti             | 0     |              |              |  |  |        |        |
|  |                        | Mexico             | 1                 |       |              |              |  |  |        |        |
|  | Mexico                 | Mexico             | 1                 | 1 (5) |              |              |  |  |        |        |
|  | Mexico                 |                    | 7 juli – Chicago  | 1 (5) |              |              |  |  |        |        |
|  | Costa Rica             | 1 (4)              |                   |       |              |              |  |  |        |        |
|  | Costa Rica             | 1 (4)              | Mexico            | 1     |              |              |  |  |        |        |
|  | 30 juni – Philadelphia |                    | Mexico            | 1     |              |              |  |  |        |        |
|  |                        | Verenigde Staten   | 0                 |       |              |              |  |  |        |        |
|  | Jamaica                | Verenigde Staten   | 0                 | 1     |              |              |  |  |        |        |
|  | Jamaica                | 3 juli – Nashville |                   | 1     |              |              |  |  |        |        |
|  | Panama                 | 0                  |                   |       |              |              |  |  |        |        |
|  | Panama                 | 0                  | Jamaica           | 1     |              |              |  |  |        |        |
|  | 30 juni – Philadelphia |                    | Jamaica           | 1     |              |              |  |  |        |        |
|  |                        | Verenigde Staten   | 3                 |       |              |              |  |  |        |        |
|  | Verenigde Staten       | Verenigde Staten   | 3                 | 1     |              |              |  |  |        |        |
|  | Verenigde Staten       |                    |                   | 1     |              |              |  |  |        |        |
|  | Curaçao                | 0                  |                   |       |              |              |  |  |        |        |
|  | Curaçao                | 0                  |                   |       |              |              |  |  |        |        |

### Kwartfinale
|                            |                                          |       |                         |                                                                              |
| 29 juni 2019 18:00 (UTC−5) | Haïti                                    | 3 – 2 | Canada                  | NRG Stadium, Houston Toeschouwers: 70.788 Scheidsrechter: Jair Marrufo (USA) |
| 29 juni 2019 18:00 (UTC−5) | Nazon 50' Bazile 70' (pen.) Guerrier 76' |       | 18' David 28' Cavallini | NRG Stadium, Houston Toeschouwers: 70.788 Scheidsrechter: Jair Marrufo (USA) |

|                            |                                                 |              |                                         |                                                                            |
| 29 juni 2019 21:00 (UTC−5) | Mexico                                          | 1 – 1 (n.v.) | Costa Rica                              | NRG Stadium, Houston Toeschouwers: 70.788 Scheidsrechter: John Pitti (PAN) |
| 29 juni 2019 21:00 (UTC−5) | Jiménez 44'                                     |              | 52' (pen.) Ruiz                         | NRG Stadium, Houston Toeschouwers: 70.788 Scheidsrechter: John Pitti (PAN) |
| 29 juni 2019 21:00 (UTC−5) | Strafschoppen                                   |              |                                         | NRG Stadium, Houston Toeschouwers: 70.788 Scheidsrechter: John Pitti (PAN) |
| 29 juni 2019 21:00 (UTC−5) | Jiménez Montes Alvarado Gallardo Moreno Salcedo | 5–4          | Borges Aguilar Leal Duarte Calvo Fuller | NRG Stadium, Houston Toeschouwers: 70.788 Scheidsrechter: John Pitti (PAN) |

|                            |                     |       |        |                                                                                                |
| 30 juni 2019 17:30 (UTC−4) | Jamaica             | 1 – 0 | Panama | Lincoln Financial Field, Philadelphia Toeschouwers: 26.233 Scheidsrechter: Mario Escobar (GUA) |
| 30 juni 2019 17:30 (UTC−4) | Mattocks 75' (pen.) |       |        | Lincoln Financial Field, Philadelphia Toeschouwers: 26.233 Scheidsrechter: Mario Escobar (GUA) |

|                            |                  |       |         |                                                                                                  |
| 30 juni 2019 20:30 (UTC−4) | Verenigde Staten | 1 – 0 | Curaçao | Lincoln Financial Field, Philadelphia Toeschouwers: 26.233 Scheidsrechter: Adonai Escobedo (MEX) |
| 30 juni 2019 20:30 (UTC−4) | McKennie 25'     |       |         | Lincoln Financial Field, Philadelphia Toeschouwers: 26.233 Scheidsrechter: Adonai Escobedo (MEX) |

### Halve finale
|                           |       |              |        |                                                                                               |
| 2 juli 2019 19:30 (UTC−7) | Haïti | 0 – 1 (n.v.) | Mexico | State Farm Stadium, Glendale Toeschouwers: 64.128 Scheidsrechter: Abdulrahman Al-Jassim (QAT) |
| 2 juli 2019 19:30 (UTC−7) |       | 93' Jiménez  |        | State Farm Stadium, Glendale Toeschouwers: 64.128 Scheidsrechter: Abdulrahman Al-Jassim (QAT) |

|                           |               |       |                              |                                                                                  |
| 3 juli 2019 20:30 (UTC−5) | Jamaica       | 1 – 3 | Verenigde Staten             | Nissan Stadium, Nashville Toeschouwers: 28.473 Scheidsrechter: Iván Barton (SLV) |
| 3 juli 2019 20:30 (UTC−5) | Nicholson 69' |       | 9' McKennie 52', 87' Pulisic | Nissan Stadium, Nashville Toeschouwers: 28.473 Scheidsrechter: Iván Barton (SLV) |

### Finale
|                           |                |       |                  |                                                                                 |
| 7 juli 2019 20:15 (UTC−5) | Mexico         | 1 – 0 | Verenigde Staten | Soldier Field, Chicago Toeschouwers: 62.493 Scheidsrechter: Mario Escobar (GUA) |
| 7 juli 2019 20:15 (UTC−5) | Dos Santos 73' |       |                  | Soldier Field, Chicago Toeschouwers: 62.493 Scheidsrechter: Mario Escobar (GUA) |

| CONCACAF Gold Cup Winnaar 2019 |
| ------------------------------ |
| MEXICO 8ste titel              |